# 王考
王考（？年—？年），一作王孝，字文祖，東平郡壽張縣人。東漢冀州刺史。八廚之一。

## 生平
度尚、張邈、王考、劉儒、胡母班、秦周、蕃向、王章八人，人稱八廚，即能不惜家財，救助有難的人。